# Xe bọc thép M3
M3 là xe bọc thép chở quân được mỹ sản xuất được quân Đồng minh sử dụng rộng rãi trong Chiến tranh thế giới thứ hai và trong Chiến tranh lạnh. Xuất phát từ dòng xe bán tải M2, M3 được sản xuất rộng rãi, với khoảng 15.000 chiếc M3 tiêu chuẩn và hơn 38.000 chiếc biến thể được sản xuất

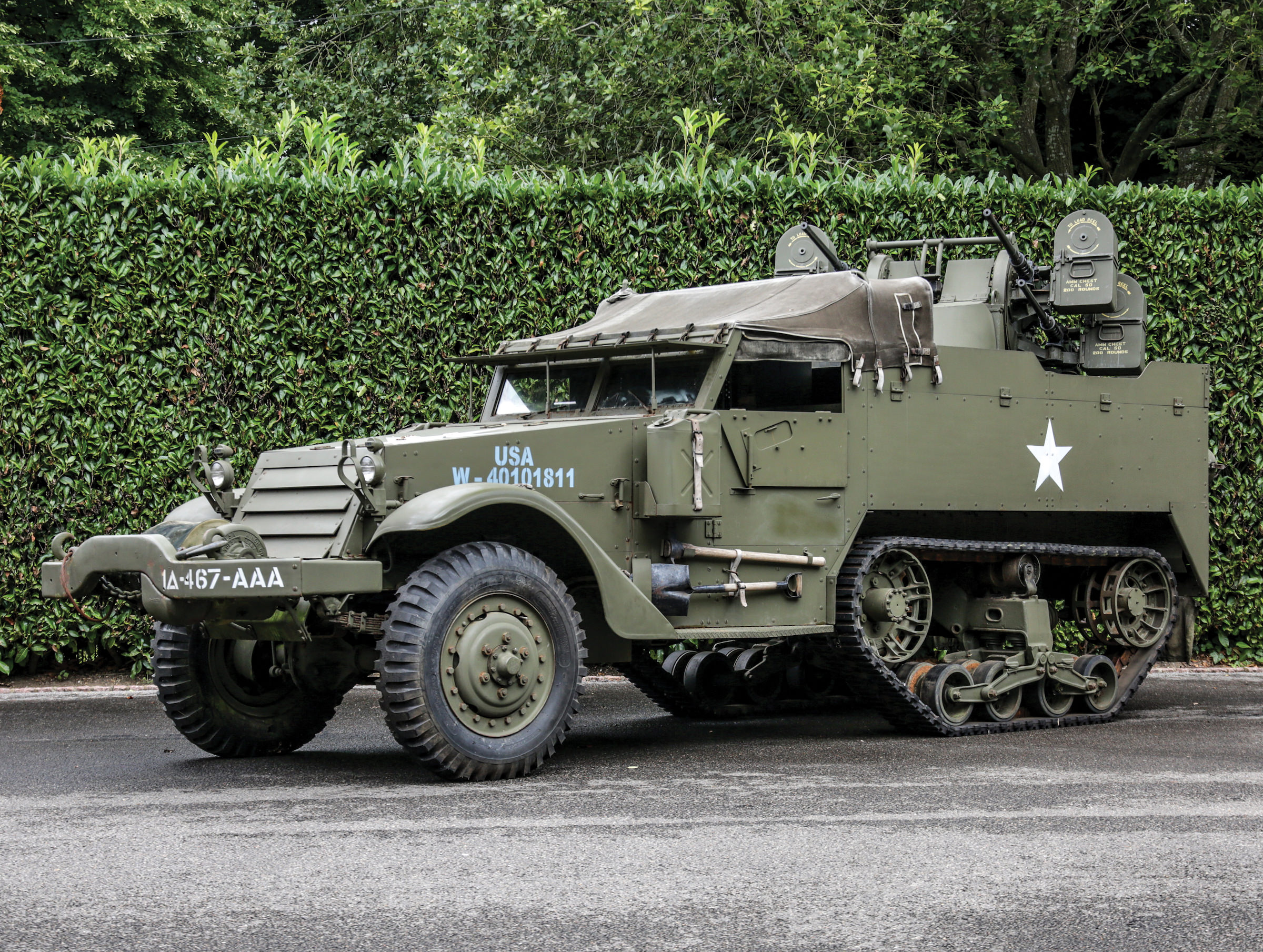

- M3 đã được sửa đổi rộng rãi với hàng chục thiết kế biến thể được sản xuất cho các mục đích khác nhau. Trong Chiến tranh Thế giới thứ hai, M3 và các biến thể của nó đã được cung cấp cho Lục quân và Thủy quân lục chiến Hoa Kỳ, cũng như các lực lượng Khối thịnh vượng chung Anh và Hồng quân Liên Xô, phục vụ trên tất cả các mặt trận chính trong suốt cuộc chiến. M3 và các biến thể của nó được sản xuất bởi nhiều nhà sản xuất bao gồm Diamond T, White Motor Company và Autocar và được thiết kế cho nhiều mục đích sử dụng khác nhau, chẳng hạn như vũ khí phòng không hoặc pháo tự hành. Mặc dù ban đầu không được ưa chuộng do không có áo giáp đáng kể hoặc mái che để bảo vệ phi hành đoàn khỏi mảnh đạn, nó đã được hầu hết quân Đồng minh sử dụng trong chiến tranh.
- Trong thời kỳ Chiến tranh Lạnh, phương tiện này đã được nhiều nhà điều hành nhà nước và ngoài nhà nước sử dụng trong các cuộc xung đột ở Nam Mỹ, Trung Đông, châu Phi và châu Á, vẫn được sử dụng cho đến cuối những năm 1990. Ở Mexico, chúng vẫn được sử dụng vào năm 2019.

## Thông số kỹ thuật
M3 dài 20 ft 3 in (6,17 m); rộng 7 ft 3,5 in (2,223 m); cao 7 ft 5 in (2,26 m) và nặng 9,07 tấn (20.000 lb). Hệ thống treo bao gồm một lò xo lá cho hai bánh trước, trong khi bánh sau có lò xo thẳng đứng. Với dung tích nhiên liệu 230l, M3 có thể chở 1 người lái và 12 binh sĩ, đi được với 150 dặm (240 km) trước khi tiếp nhiên liệu, đồng thời bảo vệ họ khỏi những vũ khí nhỏ bằng áo giáp nhẹ (6–12 mm giáp). Xe được trang bị động cơ 128 hp (95 kW) của công ty White 160AX, 386 trong 3 (6.330 cc), Động cơ xăng 6 xi-lanh, cho tỷ lệ công suất trên trọng lượng xe là 15,8 mã lực/tấn.

## Thiết kế
Thiết kế sử dụng nhiều thành phần thương mại để nâng cao độ tin cậy và tốc độ sản xuất, được tiêu chuẩn hóa vào năm 1940 và được chế tạo bởi Công ty Autocar, Công ty mô tô Diamond T và Công ty White. Với một động cơ trắng 160AX, M3 được thúc đẩy thông qua một thủ liên tục-lưới (không lực đồng bộ truyền) với bốn phía trước và một số lùi, cũng như chuyển trường hợp hai tốc độ. Hệ thống treo trước sử dụng lò xo lá, trong khi các đường ray sử dụng lò xo xoắn thẳng đứng . Phanh được hỗ trợ thủy lực trong khi lái bằng tay. Các thiết bị điện tử trên bo mạch chạy trên hệ thống 12 vôn. Chiếc xe sử dụng hai rãnh làm bằng cao su đúc trên hệ thống cáp thép với các thanh dẫn đường bằng kim loại.
Súng trường bộ binh được giữ trong giá đỡ phía sau ghế ngồi trong khi đạn dược và khẩu phần ăn thường được cất giữ bên dưới. Năm 1942, các phương tiện được lắp các giá đỡ nhỏ để chứa mìn ở bên ngoài thân tàu, ngay phía trên đường ray. Trong chiến đấu, nhiều biệt đội nhận thấy cần phải xếp thêm khẩu phần ăn, ba lô và đồ đạc của thủy thủ đoàn khác ở bên ngoài xe. Các giá để hành lý thường được bổ sung tại hiện trường, và các phương tiện sau này được lắp thêm các giá gắn phía sau cho mục đích này.
Những chiếc xe đời đầu có bệ đỡ xe ngay phía sau ghế trước lắp súng máy M2 Browning cỡ nòng .50 (12,7 mm) . Chiếc M3A1 sau đó đã sử dụng một giá đỡ "bục giảng" được bọc thép nâng lên cho súng máy .50 cỡ nòng trên ghế hành khách phía trước, và các giá lắp bổ sung cho súng máy .30 cỡ nòng (7,62 mm) dọc theo các bên của khoang hành khách. Nhiều chiếc M3 sau đó đã được chuyển đổi thành những chiếc M3A1. Thân xe được bọc thép hoàn toàn, với một cửa chớp bọc thép có thể điều chỉnh được cho bộ tản nhiệt động cơ và các tấm chống đạn có thể điều chỉnh với các khe nhìn cho kính chắn gió, cửa sổ người lái và hành khách.

## Sự phát triển

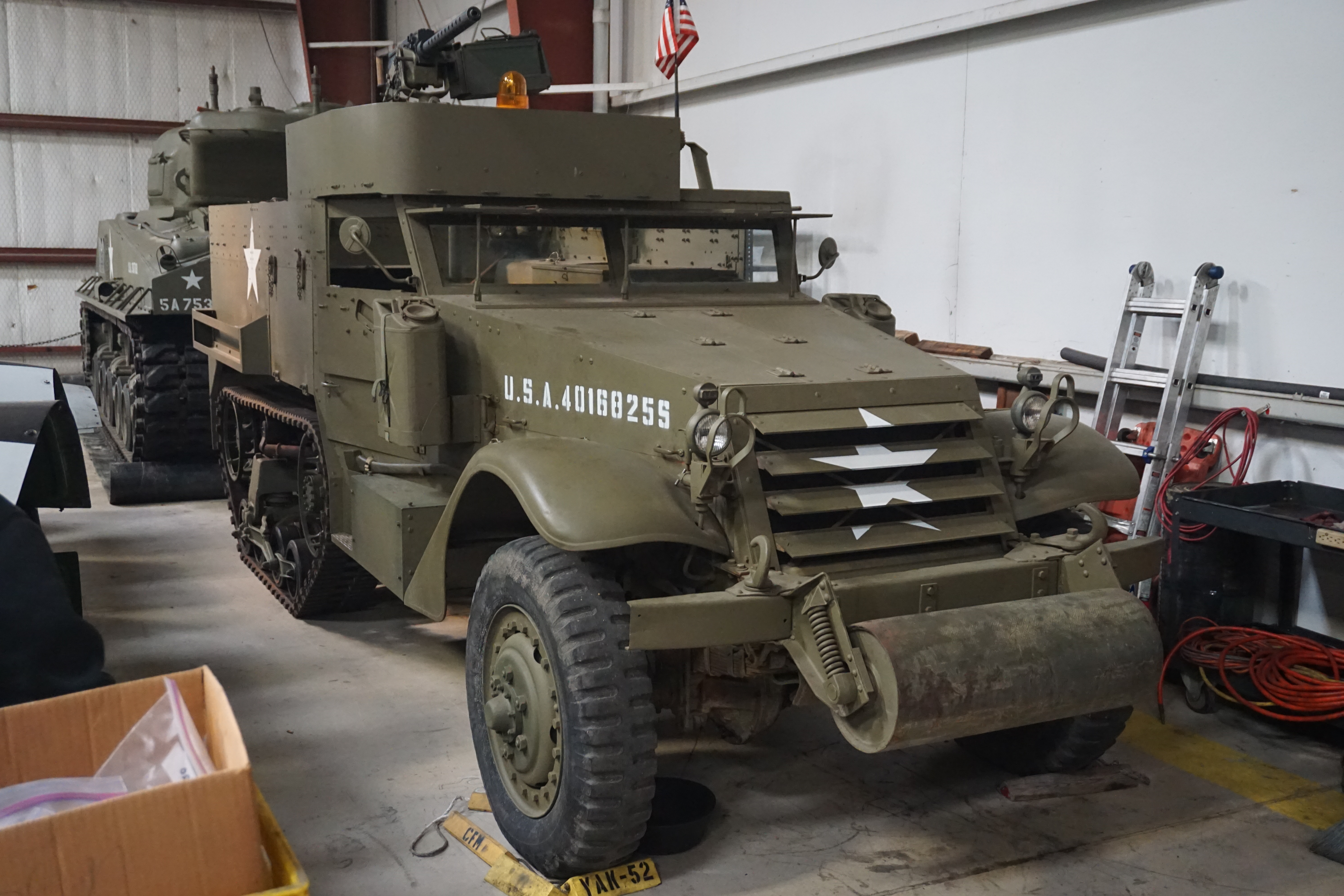

Sự phát triển của xe bán tải bọc thép bắt đầu với chỉ thị OCM 14188 để chuyển Xe hướng đạo M3 thành xe bán tải. Nguyên mẫu được chế tạo tại Rock Island Arsenal với sự giúp đỡ của Công ty White Motor và được đặt tên là T7. Nó có cùng khung gầm và động cơ với M3, nhưng có bánh trước lớn hơn và bánh trước ngắn hơn. Bộ giáp bao gồm một tấm giáp cứng dày 1/4 inch, và nó được trang bị hai súng máy M1919 và một súng máy M2 Browning do một kíp lái 8 người vận hành. Các cuộc thử nghiệm tại Aberdeen Proving Ground năm 1938 cho thấy hiệu suất không đạt yêu cầu do dẫn động cầu trước. T7 được chuyển đổi trở lại thành xe trinh sát và trao trả cho Quân đội.
Trong suốt năm 1939 và 1940, chiếc xe bán tải M2 đã được Quân đội tại Aberdeen Proving Grounds tạo mẫu và phát triển. M3 được phát triển như một phiên bản lớn hơn của M2 được trang bị hai súng máy M1919 và một súng máy M2 Browning để sử dụng trong chiến đấu. M3 cũng có thêm một cửa sau và năm ghế bổ sung ở phía sau. M3 đã được thử nghiệm tại Aberdeen Proving Grounds vào mùa hè năm 1941 và được đưa vào trang bị ngay sau đó.

## Lịch sử phục vụ
Trong biên chế của Hoa Kỳ, dự kiến khẩu M3 sẽ được cấp cho các trung đoàn bộ binh bọc thép. Nó cũng nhanh chóng được đưa vào hoạt động cùng Cụm xe tăng lâm thời khi Quân đội Nhật Bản bắt đầu cuộc xâm lược Philippines . Lúc đầu, có rất nhiều lời phàn nàn do một số khó khăn về cơ khí. Những điều này đã được Cục Phòng chống bom mìn khắc phục sau khi nhận được báo cáo thực địa từ Philippines. Những chiếc M3 được sử dụng đầu tiên trong vai trò dự kiến của nó là trong Chiến dịch Torch . Mỗi sư đoàn thiết giáp có 433 khẩu M2 hoặc M3, 200 chiếc thuộc các trung đoàn thiết giáp và 233 chiếc thuộc trung đoàn bộ binh thiết giáp.
Các xe bọc thép M3 ban đầu không được ưa chuộng và được quân đội Mỹ đặt tên là "Hộp trái tim màu tím" (một ám chỉ nghiệt ngã về trang trí của Quân đội Hoa Kỳ cho các vết thương chiến đấu). Các khiếu nại chủ yếu tập trung vào việc thiếu hoàn toàn bảo vệ phía trên khỏi đạn pháo nổ của Không quân và áo giáp không đủ chống lại hỏa lực của súng máy. Omar Bradley đã trích dẫn trong báo cáo của mình về những điều nửa vời rằng nó là "một sự phù hợp có thẩm quyền và đáng tin cậy. Tên xấu của nó là do quân đội của chúng tôi thiếu kinh nghiệm, những người đã cố gắng sử dụng nó cho quá nhiều việc". Một vấn đề lớn khác với M3 là bộ phận không tải phía sau cố định của nó, thường bị hỏng trên địa hình gồ ghề. Các chỉ huy ở Bắc Phi đã mua các bộ phận để chế tạo máy bay không tải phía sau có lò xo có thể xử lý các địa hình gồ ghề, sau đó Cục Vũ khí đã phê duyệt như một bản sửa lỗi chính thức. Năm 1943, chiếc M3 phục vụ tại Sicily và Ý và nhận được những báo cáo tích cực về hoạt động của nó. Nó hoạt động trong Chiến dịch Overlord và phục vụ ở châu Âu trong thời gian còn lại của chiến tranh.
Tổng sản lượng của M3 và các biến thể của nó lên tới gần 54.000 xe. Để cung cấp cho các quốc gia Đồng minh, International Harvester đã sản xuất vài nghìn chiếc rất giống chiếc xe bán tải M5 cho Lend-Lease.

## Biến thể

### Người vận chuyển nhân viên bọc thép
- M3 - half track và Autocar với động cơ 160AX trắng 386 in3 (6.330 cc). Được trang bị cả bệ súng máy phòng không M32 hoặc bệ đỡ, cả hai đều có súng máy M2HB.[4]
  - M3A1 - A M3 với vòng đệm súng máy M49 cải tiến gắn trên ghế trước bên phải. Từ năm 1942 đến năm 1943, tất cả các nửa đường ray của M3 (tiêu chuẩn và A1) đều được nâng cấp liên tục. Những cải tiến này bao gồm một số cải tiến về hệ thống truyền động, động cơ và xếp hàng.[4]
  - T29 / M3A2 - Được phát triển vào năm 1943 để kết hợp các tính năng sao cho việc sản xuất M2 và M3 hiện có có thể được chuyển sang một phương tiện thông thường. Nhu cầu bổ sung nửa đường ray không lớn như dự đoán và M3A2 chưa bao giờ được chế tạo.[4]

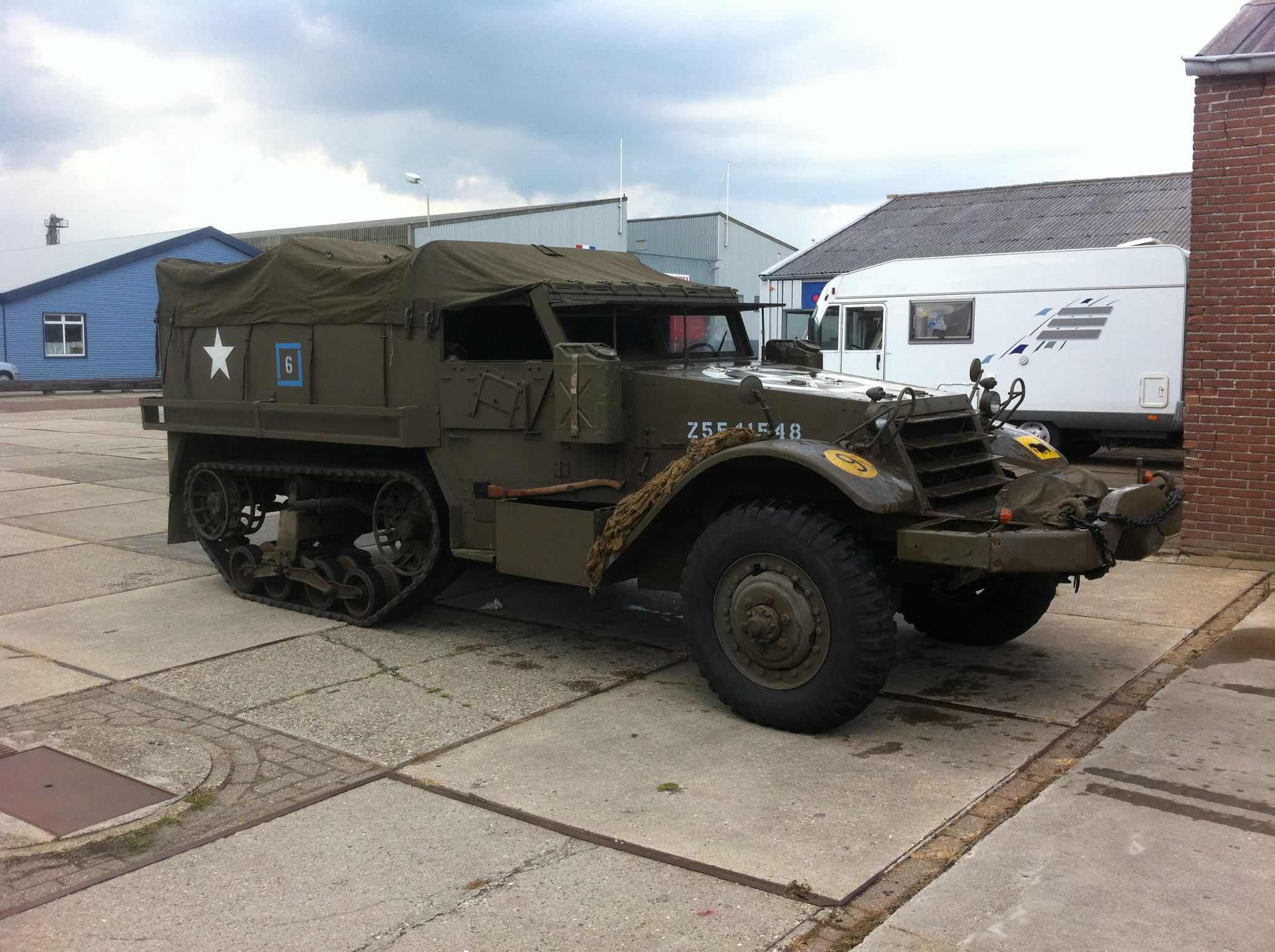
The M5 personnel carrier

- The M5 personnel carrier M3E2 / M5 half track - International Harvester, bên ngoài phần lớn giống với M3, nhưng với động cơ 450 in3 (7.400 cc),[4] IHC RED-450-B, hệ thống truyền động và nhiên liệu và điện khác nhau. Khung xe, bánh răng cưa, bánh xích, bộ chạy không tải và đĩa truyền động, bánh xe, tời, hộp chuyển, con lăn và giá đỡ súng máy có thể hoán đổi cho M3. M5 nặng hơn M3 một phần do giáp nặng hơn. Thân xe được hàn thay vì bắt vít. M5 chủ yếu được chế tạo để cho các đồng minh châu Âu thuê.[17]
  - M5A1 - Tương tự như M3A1, M5A1 là M5 với giá đỡ súng máy M49. Nó có thể lắp một súng máy .50-caliber (12,7 mm) và hai súng máy .30-caliber (30,06).  Các mẫu IHC có tốc độ tối đa thấp hơn một chút (chỉ 42 mph (68 km/h)) và tầm hoạt động thấp hơn (125 mi (201 km)).[4]
  - T31 / M5A2 - Về nguyên tắc hoạt động tương tự như M3A2, M5A2 là phương tiện được Cục Vũ khí Hoa Kỳ phát triển để kết hợp việc sản xuất M5 và M9 thành một phương tiện duy nhất. Như với M3A2, dự án không bao giờ cần thiết và không bao giờ được sản xuất.[18]
  - Xe bán tải M9 - Thân xe tương tự như M5, nhưng với cách xếp hàng như trên xe bán tải M2 , có thể tiếp cận radio từ bên trong (trái ngược với bên ngoài) và cửa sau, cùng với bệ đỡ MG.[17]
  - M9A1 - Giống như M9, với giá đỡ vòng và ba phanh MG.[17]

### Pháo tự thành

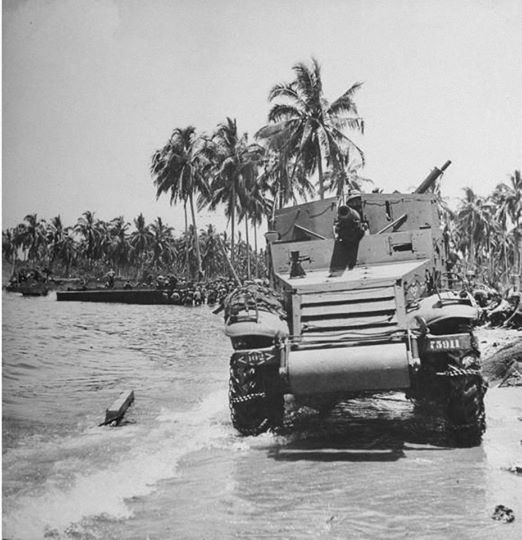

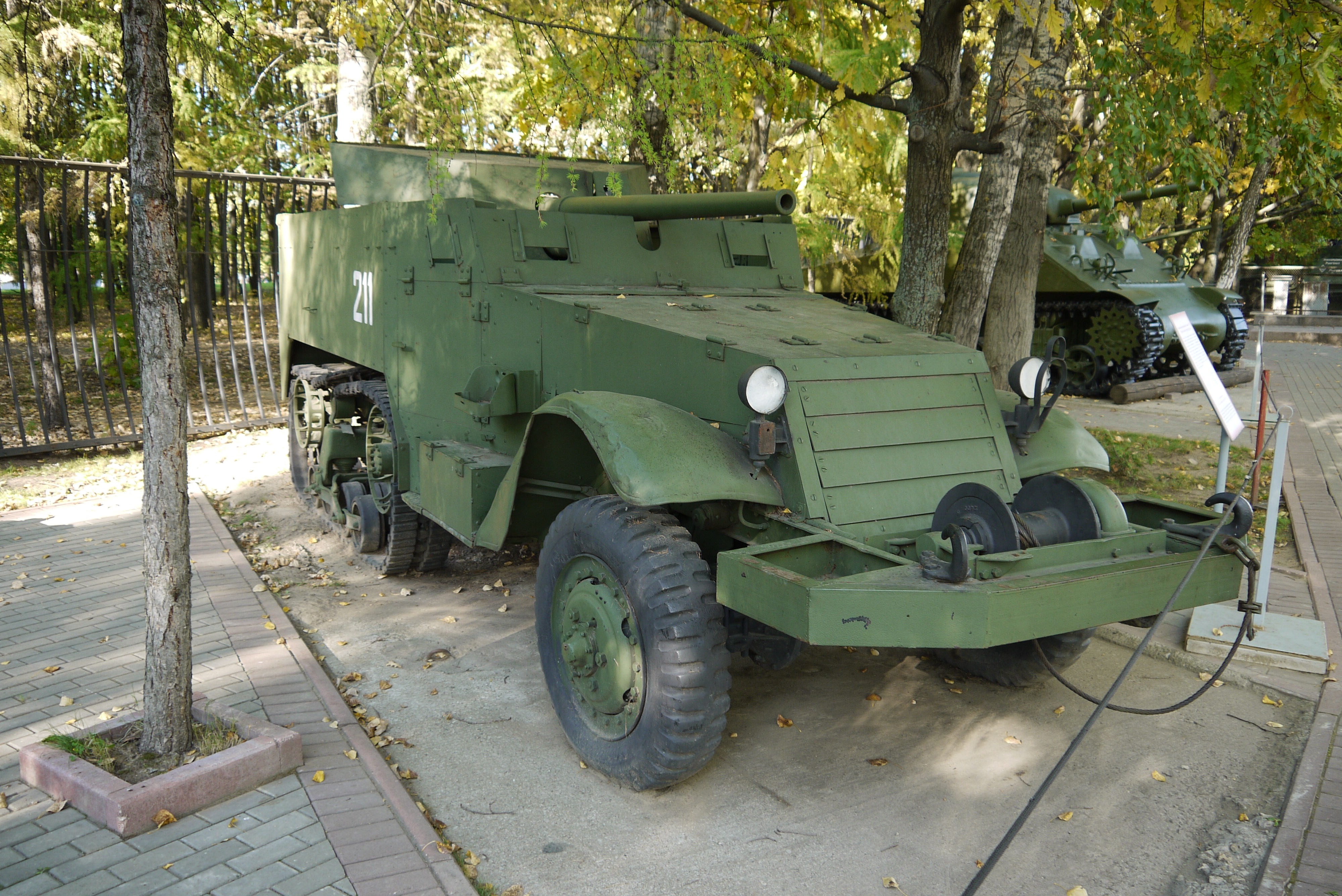

- T12 / M3 75 mm GMC - Xe vận chuyển súng dựa trên M3 được trang bị súng M1897A5 75 mm. Cũng được trang bị bệ súng và lá chắn M2A3.[19]
  - M3A1 75 mm GMC - Cỗ xe chở súng M2A2 được thay thế cho A3 do kho dự trữ của loại trước đây đã cạn kiệt. Các biến thể sau này có tấm chắn súng chuyên dụng cho mục đích (59 viên đạn).[19]
- T19 105 mm HMC - Lựu pháo cơ giới dựa trên M3 được trang bị lựu pháo M2A1 105 mm (8 viên đạn).[20]
- T19/M21 81 mm MMC - Xe vận chuyển Cối động cơ dựa trên M3 được trang bị súng cối M1 (81 mm) (97 viên đạn), được thiết kế cho phép bắn súng cối từ bên trong xe.[21]
- Tàu sân bay cối trên cơ sở T21 - M3 được trang bị một khẩu cối 4,2 inch. Không bao giờ được nhận nuôi.[22]

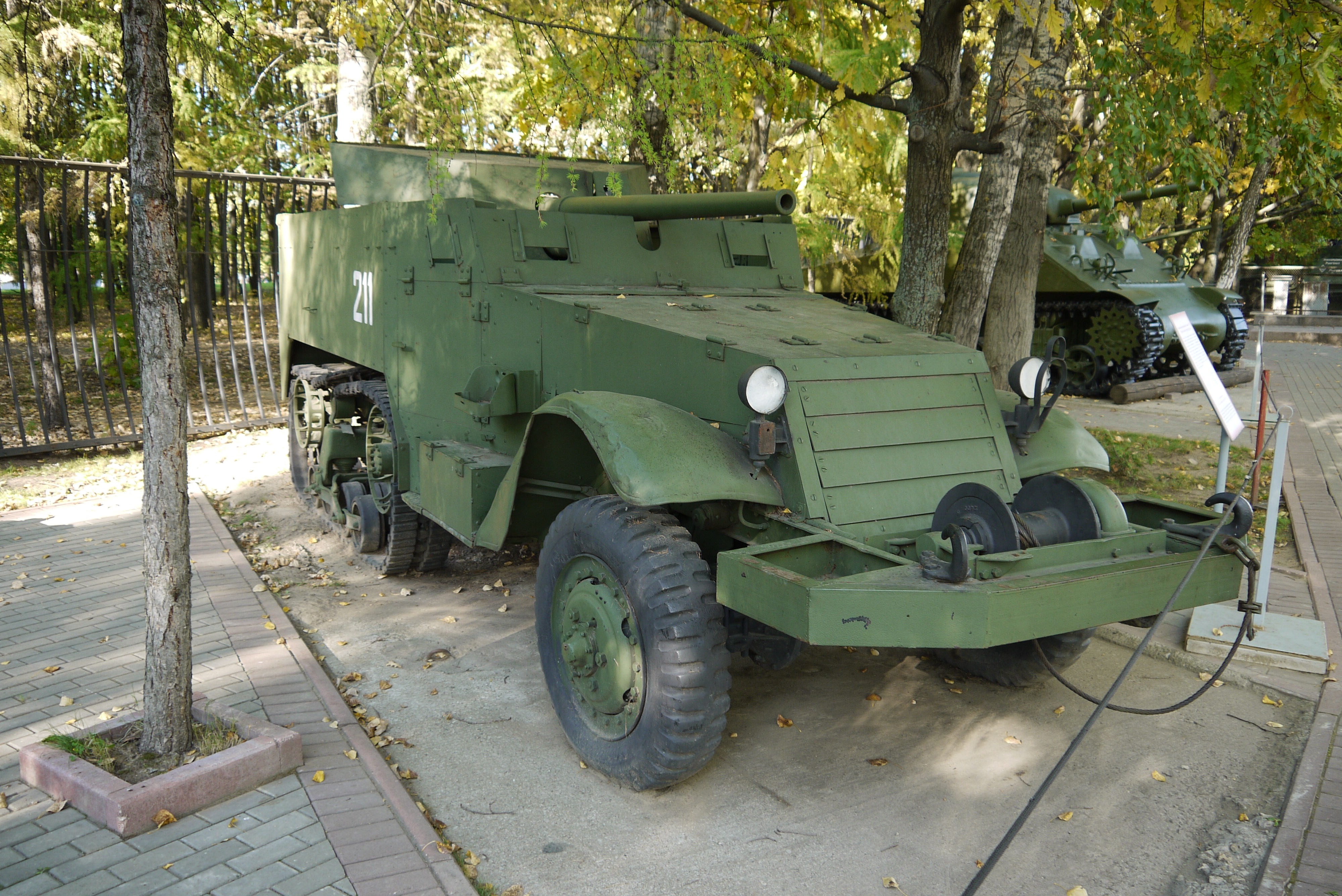

- - T21E1 - Súng cối của T21 chỉ có thể bắn về phía sau như khẩu M4 MMC dựa trên M2. T21E1 định hướng lại súng cối để bắn về phía trước.[22]
- T30 75 mm HMC[20]
- T38 105 mm HMC - Xe chở lựu pháo dựa trên M3 được trang bị lựu pháo 105 mm M3. Bị hủy bỏ với sự thành công của T19 105 mm HMC.[23]
- Vận chuyển động cơ súng T48 - Xe vận chuyển súng dựa trên M3 được trang bị súng M1 57 mm, một bản sao của Mỹ từ súng chống tăng QF 6 pounder của Anh . Tổng cộng 962 chiếc T48 đã được sản xuất trong chiến tranh. Trong số này, 60 chiếc được cung cấp theo hợp đồng cho thuê cho Anh, và 650 chiếc cho Liên Xô, người đã chỉ định nó là SU-57 (99 quả đạn). Tổng cộng 31 chiếc đã được chuyển đổi thành những chiếc M3A1, trong khi một chiếc được đưa vào phục vụ trong Quân đội Hoa Kỳ.[24][25]

### Các biến thể phòng không
- T1E4 / M13 Half-track - Xe vận chuyển nhiều súng dựa trên M3 được trang bị giá đỡ Maxson M33 với hai súng máy M2HB (5.000 viên đạn). Các nguyên mẫu T1E4 đã loại bỏ các mặt bên của thân tàu để dễ dàng làm việc với giá treo. Chúng đã được giới thiệu lại trên M13s sản xuất. Đây là sự phát triển của những chiếc T1 trước đó , tất cả đều dựa trên xe bán tải M2.[26]
  - M14 Half-track - biến thể M13 MGMC, dựa trên khung gầm M5. Được cung cấp theo hợp đồng cho thuê cho Anh (5.000 vòng).  M16 Half-track - Multiple Gun Motor Carriage dựa trên M3 được trang bị cho Maxson M45 Quadmount (cụ thể là M45D) với bốn súng máy M2HB (5.000 viên đạn).[26]

- M16 Half-track[27]

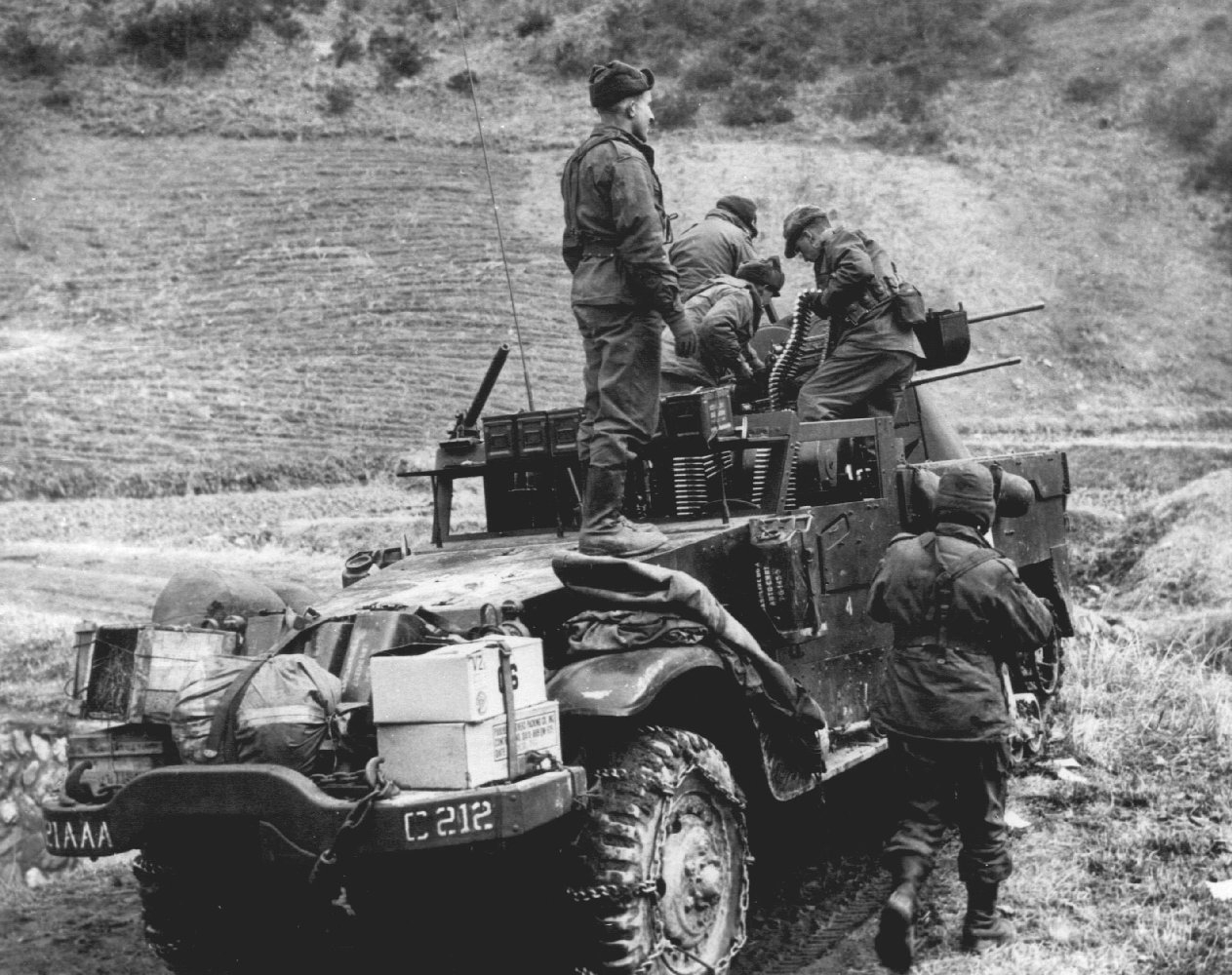

  - M16A1 MGMC - Xe chở người tiêu chuẩn M3 được chuyển đổi thành toa xe chở nhiều súng bằng cách tháo ghế sau và lắp giá đỡ Maxson M45 (cụ thể hơn là M45F, có tấm chắn súng "cánh dơi" gấp ở cả hai bên của giá đỡ trên súng máy). Dễ dàng nhận ra những chiếc xe này do thiếu các tấm bọc thép gấp trên những chiếc M16 được chế tạo có mục đích.[27]
  - M16A2 MGMC - Những chiếc M16 được chuyển đổi để bổ sung những cải tiến của M16A1 và với việc bổ sung một cửa sau vào khoang thân tàu. Đối với các M16 hiện có, điều này về cơ bản có nghĩa là thay thế ngàm M45D cho ngàm M45F.[27]
  - M17 Half-track - biến thể M16 MGMC với khung xe M5. Được gửi dưới dạng cho thuê cho Liên Xô (5.000 vòng).[27]
- T58 - Tương tự như M16 / M17, T58 có ngàm 4 Maxon được trang bị cho một tháp pháo chạy bằng điện đặc biệt. Chỉ nguyên mẫu.[28]
- T28E1 CGMC - Xe vận chuyển súng kết hợp trên cơ sở M3 được trang bị một khẩu pháo tự động M1A2 37 mm (240 viên đạn) cùng 2 khẩu súng máy M2WC (3.400 viên đạn). Nguyên bản T28 được chế tạo trên khung gầm xe bán tải M2. Chỉ nguyên mẫu.[29]
  - M15 Half-track - biến thể T28E1, được trang bị cấu trúc thượng tầng bọc thép trên giá đỡ tháp pháo để bảo vệ phi hành đoàn, và chuyển sang sử dụng súng máy M2HB.
  - M15A1 CGMC - Tổ chức lại vũ khí, với súng máy M2HB được trang bị dưới khẩu tự động M1A2 37 mm thay vì ở trên.[30]
- T10E1 - Biến thể để kiểm tra tính khả thi của việc lắp các bản sao của pháo 20 mm Hispano-Suiza HS.404 do Mỹ sản xuất trên giá treo Maxson đã được sửa đổi. Tất cả sau đó đã được chế tạo lại thành những chiếc M16. T10 ban đầu dựa trên khung gầm xe bán tải M2.[31]

### Thí nghiệm 40 mm
Nhiều nỗ lực đã được thực hiện để phối hợp khẩu 40 mm Bofors L / 50 với khung gầm của M3. Trong hầu hết các trường hợp, độ giật của vũ khí quá nghiêm trọng hoặc việc lắp đặt quá nặng, và những nỗ lực cuối cùng đã bị dừng lại khi sử dụng M19 MGMC trên khung gầm xe tăng hạng nhẹ M24.
- T54/E1 - Được thử nghiệm vào năm 1942, bệ súng nhanh chóng tỏ ra không ổn định khi bắn, và chiếc T54E1 cải tiến, cũng được bổ sung thêm tấm chắn bọc thép hình tròn và giáp sau cho xe, không thể khắc phục được vấn đề cố hữu. Chỉ nguyên mẫu.[32]
- T59 - Một sự phát triển của T54 / E1, được trang bị các chốt ngoài để giúp xe ổn định trong quá trình bắn liên tục. Vẫn được chứng minh là quá không ổn định cho việc sử dụng phòng không. Chỉ nguyên mẫu.[32]
  - T59E1 - T59 lắp hệ thống điều khiển hỏa lực T17. Chỉ nguyên mẫu.[32]
- T60/E1 - Tương tự như T54 và T59, nhưng có hai súng máy M2 cỡ nòng .50 bên hông khẩu pháo 40 mm (tên gọi của giá treo là T65). T60E1 có cấu hình áo giáp tương tự như T54E1. Bị các vấn đề về độ ổn định giống như các lần thử trước. Chỉ nguyên mẫu.[33]
- T68 - Có lẽ là thử nghiệm triệt để nhất, T68 có hai khẩu pháo 40 mm, một khẩu được gắn trên đầu khẩu kia, cộng với một bộ ổn định trên đầu của hai khẩu súng. Lực giật được chứng minh là quá nhiều đối với vật cưỡi, và ý tưởng đã bị bỏ dở. Chỉ nguyên mẫu.[33]
- M15 "Đặc biệt" - Các kho của Quân đội Hoa Kỳ ở Úc chuyển đổi các khẩu M3 tiêu chuẩn, không phải M15, được trang bị pháo Bofors L/50 có tháp pháo. Đây là lần giao phối thành công duy nhất của loại vũ khí này với khung gầm M3, và được sử dụng nhiều hơn để hỗ trợ hỏa lực trực tiếp hơn là cho mục đích phòng không.
- M34 - Giống như khẩu M15 "Special" ở trên, 102 khẩu M15 đã được chuyển đổi thành M34 ở Nhật Bản vào năm 1951. M34 lắp một khẩu 40 mm Bofors thay cho bệ súng kết hợp của M15. Nguyên nhân chủ yếu là do thiếu đạn 37 mm, loại đạn này không còn được sản xuất. Những chiếc M34 đã phục vụ với ít nhất hai tiểu đoàn AAA (vũ khí tự động) (số 26 và 140) trong Chiến tranh Triều Tiên.[34]

### Các biến thể của Israel thời hậu chiến

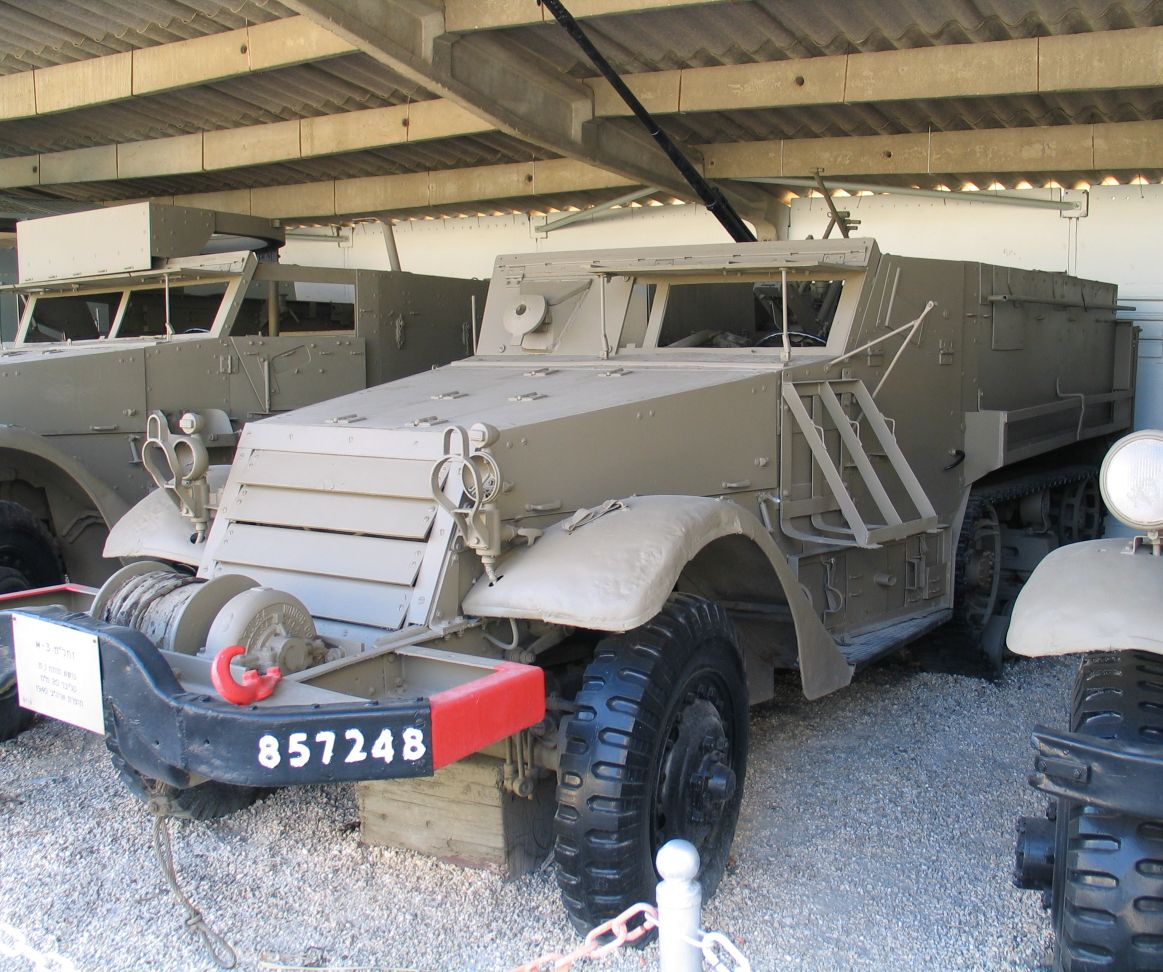

- M3 Mk. A (M3 Degem Alef) - M5 APC. Những chiếc Half-track của Israel đều được chỉ định là biến thể M3, thậm chí cả M2 / M9 và được gọi là Zachlam זחל"ם trong tiếng Do Thái. Khẩu Mk. Một chiếc APC được xác định là IHC M5 do phần lớn sử dụng động cơ RED-450. Trong khi M49 Giá đỡ được giữ lại, nhiều loại súng máy đã được sử dụng.[35]
- M3 Mk. B (Cược M3 Degem) - M5 được chuyển đổi như một tàu sân bay chỉ huy với bộ đàm phụ và một bộ cản tời phía trước. Mk. Bs có súng máy M2HB.[35]
- M3 Mk. C (M3 Degem Gimel) - Tương tự như M21 MMC, một loại M3 (giả định từ việc sử dụng phổ biến của động cơ White 160AX) Nửa đường đua với M1 81 mm Mortar.[35] Quá trình phát triển bắt đầu vào năm 1950. Một nguyên mẫu đã trải qua thử nghiệm vào tháng 12 năm 1951. Những chiếc xe đầu tiên được cấp cho các đơn vị vào tháng 9 năm 1953.[36]
- M3 Mk. D (M3 Degem Dalet) - Một tàu sân bay cối khác dựa trên M3, được trang bị cối 120 mm Soltam. Việc phát triển bắt đầu vào năm 1952.[36] Được đưa vào hoạt động năm 1960.[35]
- M3 Mk. E (M3 Degem He) - M3 được trang bị súng Krupp 75 mm. Một nguyên mẫu duy nhất được chế tạo vào tháng 5 năm 1951, trải qua các cuộc thử nghiệm vào tháng 7 năm 1951 và một lần nữa vào tháng 8 năm 1953. Đến năm 1955, Quân đoàn Pháo binh IDF mất hứng thú với dự án.[36]
- M3 Mk. F (M3 Degem Waw) - Một cấu hình đề xuất của M3 với hai khẩu pháo phòng không 20 mm. Dự án bị bỏ dở vào năm 1952 sau khi kiểm tra sơ bộ.[36]
- M3 TCM-20 - M3 / M5 Half-track được trang bị tháp pháo TCM-20 của Israel với hai khẩu pháo 20 mm Hispano-Suiza HS.404 được trang bị cho các tháp pháo Maxson cũ. Cổng tầm nhìn bên tay phải thường được thay thế bằng giá đỡ cho súng máy. Họ tỏ ra là những đội tên lửa chống tăng chiến đấu rất hiệu quả; Các khẩu pháo của họ tỏ ra hiệu quả trong việc buộc các đội phải nấp hoặc chế áp để họ không thể sử dụng chính xác tên lửa của mình.[37]

## Các nước đã sử dụng
- Argentina  (những chiếc M3 thặng dư của Anh)[38][39]
- Áo - Bundesheer[40]
- Bỉ – Quân đội Bỉ[41]
- Brazil - Lực lượng viễn chinh Brazil[41]
- Campuchia - Quân đội Hoàng gia Campuchia[42]
- Cameroon[43][44]
- Canada - Quân đội Canada[45]
- Chile[41]
- Trung Quốc - Quân đội Cách mạng Quốc gia [41]
- Tiệp Khắc[41]
- Đan Mạch - Quân đội Đan Mạch[28]
- Cộng hòa Dominica - Quân đội Dominica:[43]  16 người vẫn còn phục vụ vào năm 1994.[28]
- El Salvador - Quân đội Salvador : 5 người phục vụ năm 1988.[46]
- Pháp - Quân đội Pháp[41]
- Đức - Wehrmacht của Đức đãsử dụng các phương tiện bị bắt ở Bắc Phi và ở mặt trận phía Tây trong Thế chiến thứ hai.[20]
- Tây Đức - Tây Đức Bundeswehr[28]
- Hy Lạp - Quân đội Hy Lạp[41]
- Israel - Lực lượng Phòng vệ Israel (IDF)[47]
- Ý - Quân đội Ý[41]
- Ấn Độ - Quân đội Ấn Độ[41]
- Nhật Bản - GSDF[28]
- Hàn Quốc[48]
- Vương quốc Lào - Quân đội Hoàng gia Lào[49]
- Liberia[50]
- Liberia[50]
- Madagascar[51]
- Mali - Quân đội Malian[43]
- Mexico[41]
- Mexico[41]
- Morocco[43]
- Hà Lan[52]
- New Zealand[41]
- Nicaragua
- Na Uy[41]
- Pakistan - Quân đội Pakistan[28]
- Paraguay - Quân đội Paraguay[53]
- Philippines - Quân đội Philippines và chòm sao Philippines[41]
- Bồ Đào Nha - Quân đội Bồ Đào Nha [41]
- Ba Lan[41]
- Senegal[43][54]
- Soviet Union - Quân đội Liên Xô[41]
- Togo[43][55]
- Thổ Nhĩ Kỳ - Quân đội Thổ Nhĩ Kỳ[28]
- Vương quốc Anh - Quân đội Anh[41]
- Hoa Kỳ - Quân đội Hoa Kỳ[5]
- Việt Nam - Quân lực Việt Nam Cộng hòa và Quân đội Nhân dân Việt Nam[56][57]
- Yugoslavia - Quân đội nhân dân Nam Tư[3]
- Zaire - Lực lượng vũ trang Zaïroises , được sử dụng vào những năm 1980[58]

### Các nhà thai  cũ không thuộc tiểu bang
- Lực lượng điều tiết Kataeb (KRF) - do Israel cung cấp.
- Lực lượng dân quân hổ - do Israel cung cấp.
- Lực lượng Lebanon - Kế thừa từ KRF và Dân quân Hổ.[59]
- Quân đội Nam Lebanon (SLA) - do Israel cung cấp.[60]
- Phong trào Amal - bị bắt từ SLA.[61]
- Hezbollah - bị bắt từ SLA.

### Trích dẫn
1. ↑  Windrow (1997), p. 33.
2. ↑  Zaloga, Stephen J. M3 Infantry Half-Track 1940–73. Osprey Publishing
3. 1 2  Bishop (1998), p. 81.
4. 1 2 3 4 5 6 7  Berndt (1993), p. 152.
5. 1 2  Zaloga (1994), pp. 3–5
6. ↑  Mesko (1996), p. 8.
7. ↑  Zaloga (1994), p. 11
8. ↑  Zaloga (1994), pp. 6–7
9. ↑  Hunnicutt (2001), p. 25.
10. ↑  Hunnicutt (2001), p. 33.
11. 1 2  Zaloga (1994), p. 8.
12. ↑  Zaloga (1994), p. 11.
13. ↑  Hunnicutt (2001), p. 40.
14. ↑  Zaloga (1994), pp. 15–16.
15. ↑  Zaloga (1994), p. 42
16. ↑  Zaloga (1994), p. 12.
17. 1 2 3  Berndt (1993), p. 147.
18. ↑  Hunnicutt (2001), p. 52.
19. 1 2  Hunnicutt (2001), p. 98.
20. 1 2 3  Zaloga (1994), pp. 36–37
21. ↑  Hunnicutt (2001), p. 112.
22. 1 2  Hunnicutt (2001), p. 96.
23. ↑  Hunnicutt (2001), p. 121.
24. ↑  Zaloga (1994), pp. 35–36
25. ↑  Mesko (1996), p. 22.
26. 1 2  Zaloga (1994), p. 38.
27. 1 2 3 4  Hunnicutt (2001), pp. 123–126
28. 1 2 3 4 5 6 7  Zaloga (1994), p. 42.
29. ↑  "Hit-Run Ack-Ack Guns Mounted on a Half-Track". Popular Mechanics. New York, NY: Hearst Corporation. tháng 12 năm 1943. Truy cập ngày 3 tháng 8 năm 2011.>
30. ↑  Hunnicutt (2001), p. 131.
31. ↑  Zaloga (1994), p. 39.
32. 1 2 3 4  Gander (2013), p. 231.
33. 1 2  Gander (2013), p. 232.
34. ↑  Hunnicutt (2001), p. 194.
35. 1 2 3 4  Zaloga (1994), p. 24.
36. 1 2 3 4  Brezner (1999), p. 172-3.
37. ↑  Zaloga (1994), p. 40.
38. ↑  Tracol, Xavier (tháng 10 năm 2011). "Blindorama : L'Argentine 1926–1945". Batailles et Blindés (bằng tiếng Pháp). số 45. Caraktère. tr. 4–7. ISSN 1765-0828.
39. ↑  Foss, Christopher F. (ngày 15 tháng 6 năm 1998). "Inventory – Armour and Artillery in service, Argentina". Jane's Armour and Artillery 1998–99. ISBN 978-0-71061-790-3.
40. ↑  "Rearming Austria: WWII weapons". wwiiafterwwii.wordpress.com. ngày 14 tháng 6 năm 2015.
41. 1 2 3 4 5 6 7 8 9 10 11 12 13 14 15 16 17 18  Zaloga (1994), pp. 21–22.
42. ↑  Grandoloni (1998), p. 11.
43. 1 2 3 4 5 6  "Trade Registers". Stockholm International Peace Research Institute. Bản gốc lưu trữ ngày 14 tháng 4 năm 2010. Truy cập ngày 23 tháng 4 năm 2019.
44. ↑  Foss, Christopher F. (ngày 15 tháng 6 năm 1998). "Inventory – Armour and Artillery in service, Cameroon". Jane's Armour and Artillery 1998–99. ISBN 978-0-71061-790-3.
45. ↑  Zaloga (1994), p. 13.
46. ↑  Library of Congress. "El Salvador > Appendix". Country-data.com. Truy cập ngày 3 tháng 8 năm 2019.
47. ↑  Zaloga (1994), p. 23.
48. ↑  Foss, Christopher F. (ngày 15 tháng 6 năm 1998). "Inventory – Armour and Artillery in service, Korea, South". Jane's Armour and Artillery 1998–99. ISBN 978-0-71061-790-3.
49. ↑  Grandoloni (1998), p. 12.
50. 1 2  Foss, Christopher F. (ngày 15 tháng 6 năm 1998). "Inventory – Armour and Artillery in service, Liberia". Jane's Armour and Artillery 1998–99. ISBN 978-0-71061-790-3.
51. ↑  Foss, Christopher F. (ngày 15 tháng 6 năm 1998). "Inventory – Armour and Artillery in service, Madagascar". Jane's Armour and Artillery 1998–99. ISBN 978-0-71061-790-3.
52. ↑  "Een M16 half-track (half-track met een M55 vierlingmitrailleur) met personeel". NIMH beeldbank. 1955. Bản gốc lưu trữ ngày 9 tháng 2 năm 2018. Truy cập ngày 8 tháng 2 năm 2018.
53. ↑  International Institute for Strategic Studies (IISS) (2012). "The Military Balance 2012". The Military Balance : Annual Estimates of the Nature and Size of the Military Forces of the Principal Powers. London: IISS. tr. 39. ISSN 0459-7222.
54. ↑  Foss, Christopher F. (ngày 15 tháng 6 năm 1998). "Inventory – Armour and Artillery in service, Senegal". Jane's Armour and Artillery 1998–99. ISBN 978-0-71061-790-3.
55. ↑  Foss, Christopher F. (ngày 15 tháng 6 năm 1998). "Inventory – Armour and Artillery in service, Togo". Jane's Armour and Artillery 1998–99. ISBN 978-0-71061-790-3.
56. ↑  Grandoloni (1998), pp. 3–4.
57. ↑  Grandoloni (1998), pp. 8&16.
58. ↑  Abbott (2014), pp. 21–24
59. ↑  Kassis (2003), pp. 41–47.
60. ↑  Kassis (2003), pp. 85–89.
61. ↑  Kassis (2003), p. 63.